# Raoul Korner
Raoul Christoph Korner (* 2. April 1974 in Wien) ist ein österreichischer Basketballtrainer.
Korner gewann in seiner Heimat Österreich sowie in den Niederlanden mit seinen jeweiligen Mannschaften je einmal die nationale Meisterschaft und den Pokalwettbewerb. Ab der Bundesliga-Saison 2013/14 war er als Cheftrainer der New Yorker Phantoms Braunschweig der erste Österreicher, der verantwortlicher Trainer einer Mannschaft in der deutschen Basketball-Bundesliga wurde.

## Karriere

### Anfänge
Korner spielte als Jugendlicher Fußball. Nachdem an seiner Schule eine Basketball-Neigungsgruppe gegründet worden war, der sich seine Freunde anschlossen, ging auch Korner zum Basketball, hatte aber zunächst eine ablehnende Haltung der Sportart gegenüber. Korner bezeichnete seine anfängliche Beziehung zum Basketball als Hassliebe. Im Verein spielte er zunächst für den ÖTB-Turnverein Wien-Favoriten, dann Union Sefra Tyrolia Wien. Mit den Basket Flyers Wien spielte er in der Bundesliga, anschließend war er Mitglied von WAT Wieden. Korner war bis 1996 Spieler. Er sagte über sich selbst als Spieler, dass sein Talent geringer als sein Ehrgeiz gewesen sei. Bereits während seiner Spielerzeit betätigte sich Korner auch als Trainer im Jugendbereich und gewann mit seinen Mannschaften Staatsmeistertitel. Er war ebenfalls drei Jahre lang als Assistenztrainer bei WAT Wieden tätig.

### Bundesliga-Trainer
Er schloss 1997 sein Jurastudium ab, machte danach während seines Zivildienstes noch eine Ausbildung zum Immobilienmakler und -verwalter und wurde bald danach hauptamtlicher Basketballtrainer bei den BasketClubs Vienna, betreute die Herrenmannschaft, nachdem er zuvor jahrelang im Nachwuchsbereich des Vereins tätig gewesen war und diesen in die österreichische Spitze geführt hatte. Als seinen Mentor bezeichnete er seinen dortigen Vorgänger Fritz Miklas, „der wahnsinnig genug war, einem 25-Jährigen die Headcoach-Rolle anzuvertrauen und dabei gleichzeitig seine eigene Karriere zu opfern“, wie Korner später sagte. In seiner zweiten Saison als verantwortlicher Trainer der BasketClubs Vienna in seiner Heimatstadt brachte er die Mannschaft 2001 unter die vier besten Mannschaften der Österreichischen Basketball Bundesliga, nachdem die Mannschaft in den beiden Spielzeiten zuvor jeweils nur den drittletzten Tabellenplatz belegt hatte. Korner wurde daraufhin als „Trainer des Jahres“ in Österreich ausgezeichnet und wechselte zum Ligakonkurrenten Union 49ers aus Mattersburg. Mit den Burgenländern gewann er in seiner ersten Saison 2001/02 mit dem nationalen Pokalwettbewerb 2002 seinen ersten Titel als Trainer und konnte die Mannschaft in der Meisterschaft ebenfalls unter den besten vier Mannschaften platzieren. Erneut wurde Korner als Trainer des Jahres ausgezeichnet. Nachdem sich die 49ers in der folgenden Saison nicht weiter verbessern konnten, wechselte Korner zum Konkurrenten UBM Traiskirchen Lions. Mit den Lions, die drei Jahre zuvor Double-Gewinner gewesen waren und in der Vorsaison auf den drittletzten Platz abgerutscht waren, gelang Korner keine nennenswerten Erfolge und nur eine geringfügige Verbesserung in der Abschlusstabelle jeweils auf dem achten Platz.
Nach zwei Jahren übernahm Korner daher 2005 mit dem WBC aus Wels einen weiteren österreichischen Erstligisten. Im Pokalwettbewerb 2006 schlug man im Endspiel seine ehemalige Mannschaft aus Traiskirchen und holte den ersten Titelerfolg für den Verein, der 2003 in die höchste Spielklasse Österreichs zurückgekehrt war. Erstmals nach der Erstliga-Rückkehr zog man auch in die Finalserie der Meisterschaft ein, in der man dem Titelverteidiger Allianz Swans Gmunden unterlag. Auch in den folgenden beiden Meisterschafts-Play-offs scheiterte man jeweils an der Mannschaft aus Gmunden, jedoch vor dem Erreichen des Endspiels. 2009 verlor man knapp mit einem Punkt Unterschied das Finale des Pokalwettbewerbs gegen den amtierenden Meister BSC Panthers Fürstenfeld, doch in der Halbfinalserie der Meisterschaft 2008/09 konnte man gegen den Titelverteidiger bestehen und zog nach drei Jahren wieder in die Finalserie ein. Hier konnte man diesmal den „Angstgegner“ Swans Gmunden besiegen und die erste Meisterschaft für den Verein holen. Neben Mannschaftskapitän Armin Woschank gehörten der später in der deutschen Bundesliga aktive Brandon Thomas, der Deutsche Tilo Klette sowie Final-MVP Ricky Moore zu den wichtigsten Spielern beim Meisterschaftserfolg. In der folgenden Saison schied man als Titelverteidiger frühzeitig in der Play-off-Viertelfinalserie aus und Korner verließ den Verein.

### Wechsel in die Niederlande
Mit Beginn der Saison 2010/11 bekam Korner die Möglichkeit, im Ausland die Mannschaft EiffelTowers aus ’s-Hertogenbosch in den Niederlanden zu übernehmen. Der niederländische Rekordmeister war zuletzt 2007 Meister geworden. Nach einem dritten Platz in der ersten Saison wurde Korner mit dem Verein 2012 erneut Meister. In der folgenden Saison 2012/13 verlor man zu Beginn das Endspiel im Supercup gegen Titelverteidiger ZZ Leiden, konnte sich aber im Halbfinale des Pokalwettbewerbs gegen diese Mannschaft durchsetzen und gewann auch das Endspiel um den niederländischen Pokalwettbewerb. Als Hauptrundenerster und Titelverteidiger schied man jedoch in der Play-off-Halbfinalserie aus und konnte seinen Titel nicht verteidigen. Korner verließ die Mannschaft aus freien Stücken, ohne bereits eine neue Arbeitsstelle in Aussicht zu haben, seine drei Jahre in den Niederlanden bezeichnete er als „fantastisch“.

### Trainer in Deutschland
Korner bekam anschließend die Möglichkeit, in die deutsche Basketball-Bundesliga zu wechseln und wurde 2013 Trainer der New Yorker Phantoms Braunschweig, die zuvor nur mit Mühe den Klassenerhalt in der Bundesliga-Saison 2012/13 erreicht hatten. Für Aufsehen sorgte Korners Durchgreifen im Anfang Januar 2014, als er den erst im Vormonat verpflichteten Kenny Kadji in der Halbzeit eines Heimspiels gegen Würzburg aus der Mannschaft warf, weil er dem Kameruner vorwarf, sich nicht in das Mannschaftsgefüge einzugliedern. Kadji spielte anschließend nicht mehr für die Niedersachsen. Ab 2014 war Korner in Doppelrolle Braunschweiger Trainer und Sportdirektor. In der Saison 2014/15 verpassten die Niedersachsen unter Korners Leitung nach 17 Siegen und 17 Niederlagen in der Bundesliga-Punktrunde hauchdünn die Meisterrunde. Im Spieljahr 2015/16 schloss Braunschweig auf dem zehnten Rang ab.
Nach drei Jahren in Braunschweig wechselte er am 3. Mai 2016 als neuer Cheftrainer zu Medi Bayreuth. In der Saison 2016/17 führte Korner die Bayreuther auf den vierten Platz in der Abschlusstabelle der Bundesliga-Punktrunde, somit zur ersten Teilnahme an der Bundesliga-Meisterrunde seit 1996. Im Playoff-Viertelfinale schied seine Mannschaft dann gegen Oldenburg aus. Im Spieljahr 2017/18 zog Bayreuth als Sechster in die Meisterrunde ein, musste dort abermals im Viertelfinale (diesmal gegen Ludwigsburg) die Segel streichen. Im Sommer 2019 verlängerte Korner seinen Vertrag in Bayreuth bis 2021 und übernahm gleichzeitig das Amt des österreichischen Nationaltrainers. Er war bereits von 2001 bis 2004 Assistenztrainer der Nationalmannschaft gewesen und hatte im Jahr 2003 die U18- sowie im Jahr 2012 die U16-Nationalmannschaft als Cheftrainer betreut.
Im Spieljahr 2019/20 führte Korner die Bayreuther Mannschaft im FIBA Europe Cup ins Halbfinale, das wegen der Covid-19-Pandemie nicht stattfand. Anfang Mai 2022 wurde das Ende von Korners sechsjähriger Bayreuther Amtszeit verkündet, er gab bekannt, „eine neue sportliche Herausforderung und einen Tapetenwechsel“ anzustreben. Er betreute die Oberfranken in insgesamt 266 Pflichtspielen.
Im Juni 2022 wurde er von Bundesligist Hamburg Towers als neuer Trainer vorgestellt. Er erhielt einen Zweijahresvertrag. Die Vereinbarung mit den Hamburgern umfasste, seine Tätigkeit als österreichischer Nationaltrainer nicht gleichzeitig auszuführen, sodass Korner entschied, sein Amt beim Österreichischen Basketballverband nach dem EM-Qualifikationsspiel Anfang Juli 2022 niederzulegen. Am 8. Januar 2023 wurde er von den Hamburgern entlassen. Aus 14 Bundesliga-Spielen holte die Mannschaft unter Korners Führung sechs Siege, im europäischen Wettbewerb EuroCup gab es in seiner Hamburger Amtszeit in neun Spielen drei Siege.

### Tätigkeiten in Kanada und Taiwan
Im August 2023 wurde Korners Wechsel an eine Basketballakademie im kanadischen Vancouver bekannt. Bei der vom ehemaligen Berufsbasketballspieler Eric Butler betriebenen Einrichtung trat er das Amt des Sportlichen Leiters an, die Aufgabe war auf den Zeitraum 1. September bis Mitte Dezember 2023 begrenzt. Ende Januar 2024 nahm Korner das Angebot an, Cheftrainer der Tainan Ghosthawks in Taiwan zu werden.